# ティーアナ
ティーアナ（イタリア語: Tiana）は、イタリア共和国サルデーニャ自治州ヌーオロ県にある、人口約500人の基礎自治体（コムーネ）。

## 地理

### 位置・広がり

#### 隣接コムーネ
隣接するコムーネは以下の通り。
- アウスティス
- デーズロ
- オヴォッダ
- ソルゴノ
- テーティ
- トナーラ